# Радманович, Райан
Райан Эшли Радманович (англ. Ryan Ashley Radmanovich, 9 августа 1971, Калгари, Альберта) — канадский бейсболист, аутфилдер. Выступал в Главной лиге бейсбола в составе «Сиэтл Маринерс». В составе сборной Канады принимал участие в Олимпийских играх 2004 и 2008 годов, а также в играх Мировой бейсбольной классики 2006 года.

## Карьера
Райан Радманович родился 9 августа 1971 года в Калгари. Он учился в общественном колледже Хэнкока в Калифорнии, затем поступил в университет Пеппердайн. В 1993 году он отыграл сезон за его команду, был включён в символическую сборную звёзд конференции. В том же году на драфте Главной лиги бейсбола Радманович был выбран «Миннесотой» в четырнадцатом раунде.
С 1993 по 1998 год Радманович выступал в фарм-командах системы «Твинс». После он был выставлен на драфт отказов и перешёл в «Сиэтл Маринерс», в составе которых провёл двадцать пять игр в Главной лиге бейсбола. В 2002 году его обменяли в «Сан-Диего Падрес», в системе которых он также играл в низших лигах. Пять сезонов с перерывом Райан провёл в команде независимой Атлантической лиги «Сомерсет Пэтриотс», выиграв с ней чемпионат 2008 года. 
В 2019 году Радманович работал ассистентом тренера в школе Кингсвуд Оксфорд в Уэст-Хартфорде.

### Сборная
В 1999 году Радманович в составе сборной Канады стал бронзовым призёром Панамериканских игр. Дважды, в 2004 и 2008 годах, он входил в состав национальной команды на Олимпийские игры. В 2006 году Райан был включён в состав сборной на игры Мировой бейсбольной классики.